# 以中國大陸地名命名的臺灣道路列表
本列表收錄以中國大陸地名命名的臺灣街道。

## 省份

### 浙江省
- 臺東縣臺東市浙江路

### 四川省

#### 四川路
- 新北市土城區、板橋區
- 臺中市西屯區
- 臺東縣臺東市

#### 四川街
- 臺中市西屯區四川一～三街
- 臺中市西屯區四川五街
- 臺中市西屯區四川西一～二街
- 臺中市西屯區四川東街

### 河南省
- 南投縣埔里鎮河南路
- 臺中市南屯區、西屯區河南路
- 高雄市苓雅區、新興區河南路
- 高雄市新興區河南一～二路
- 高雄市前金區河南二路

- 苗栗縣卓蘭鎮河南街
- 雲林縣斗六市河南街
- 臺中市西屯區河南東一～五街

#### 其他
- 屏東縣內埔鄉河南巷
- 雲林縣西螺鎮河南

### 河北省
- 臺中市北區、北屯區河北路
- 高雄市橋頭區、苓雅區河北路
- 高雄市三民區河北一～二路

- 新竹市北區河北街
- 苗栗縣卓蘭鎮河北街
- 臺中市北屯區河北西、東街、河北一～三街

### 山東省
- 高雄市三民區山東街

### 山西省
- 臺中市北區、北屯區山西路
- 臺東市山西路
- 臺中市北屯區山西北一、二街
- 臺中市北屯區山西南一、二街
- 臺中市北屯區山西中街

### 陝西省
- 臺中市北區陝西路

- 臺中市北區陝西一～八街
- 臺中市北區陝西東一～五街

### 福建省
- 屏東縣屏東市福建路
- 臺東縣臺東市福建路
- 高雄市新興區、苓雅區福建街
- 花蓮縣花蓮市福建街
- 花蓮縣花蓮市福建一~三街

### 廣東省
- 屏東縣屏東市廣東路
- 屏東縣屏東市廣東南路
- 臺東縣臺東市廣東路
- 高雄市前鎮區、苓雅區廣東街
- 花蓮縣花蓮市廣東街

### 廣西省
- 高雄市前鎮區廣西路
- 雲林縣斗六市廣西路

### 雲南省
- 臺東縣臺東市雲南路
- 雲林縣斗六市雲南街

### 興安省
- 桃園市平鎮區興安路
- 臺中市大安區、大甲區興安路
- 臺中市新社區興安路
- 臺中市沙鹿區興安路
- 臺中市北屯區興安路
- 臺南市安南區興安路
- 彰化縣溪湖鎮興安路
- 雲林縣麥寮鄉、元長鄉興安路
- 屏東縣新園鄉興安路
- 宜蘭縣蘇澳鎮、冬山鄉興安路
- 臺東縣臺東市興安路

- 臺北市中山區、松山區興安街
- 桃園市中壢區興安街、興安一～二街
- 臺中市豐原區興安街
- 臺南市善化區興安街
- 高雄市三民區興安街
- 嘉義市東區興安街
- 新竹縣竹北市、湖口鄉興安街
- 彰化縣埤頭鄉興安街
- 雲林縣大埤鄉興安

### 吉林省
- 臺北市中山區吉林路
- 桃園市桃園區吉林路
- 桃園市蘆竹區吉林路
- 桃園市中壢區吉林路
- 新竹縣寶山鄉吉林路
- 花蓮縣花蓮市吉林路
- 臺東縣臺東市吉林路
- 桃園市中壢區吉林二～三路、吉林北路

- 新北市汐止區吉林街
- 新北市林口區吉林街
- 高雄市三民區吉林街
- 嘉義市西區吉林街
- 臺東縣成功鎮吉林街
- 臺中市潭子區吉林街、吉林一、三、五街

### 松江省
- 臺北市中山區松江路
- 南投縣水里鄉松江路
- 臺東縣臺東市松江路
- 桃園市中壢區松江南～北路

- 新北市板橋區松江街
- 高雄市三民區松江街
- 高雄市鳳山區松江街
- 嘉義市西區松江一～三街
- 新竹縣湖口鄉松江一～三街

### 安東省
- 桃園市中壢區
- 新竹縣竹東鎮

- 臺北市中山區、大安區
- 桃園市中壢區、桃園區
- 高雄市三民區、燕巢區
- 苗栗縣公館鄉
- 嘉義市西區安東一～三街

- 彰化縣秀水鄉安東巷

### 合江省
- 臺北市中山區合江街
- 桃園市中壢區合江路
- 嘉義市西區合江街
- 高雄市三民區合江街

### 遼北省
- 高雄市三民區遼北街

### 嫩江省
- 高雄市三民區嫩江街

### 遼寧省
- 臺中市北屯區遼寧路
- 臺北市中山區遼寧街
- 嘉義市西區遼寧一~二街
- 高雄市三民區遼寧一~三街
- 臺東縣成功鎮遼寧街

### 察哈爾省
- 高雄市三民區察哈爾一~二街

### 熱河省
- 臺中市北屯區熱河路
- 高雄市三民區熱河一~三街

### 綏遠省
- 臺中市北區、北屯區綏遠路
- 臺東縣臺東市綏遠路
- 高雄市三民區綏遠一~二街

### 青海省
- 臺中市西屯區青海路
- 高雄市鼓山區青海路
- 臺中市西屯區青海南街

### 甘肅省
- 臺中市西屯區甘肅路

### 寧夏省
- 臺北市大同區寧夏路
- 臺中市西屯區寧夏路

- 高雄市三民區寧夏街
- 臺東縣臺東市寧夏街
- 桃園市中壢區寧夏一～二街
- 臺中市西屯區寧夏西七街、寧夏西一～四街、寧夏東一～八街

### 西康省
- 臺東縣臺東市西康路

### 新疆省
- 高雄市鼓山區新疆路

### 西藏地方
- 臺北市萬華區西藏路
- 高雄市鼓山區西藏街

## 地域及城市

### 華中
- 花蓮縣花蓮市華中路
- 新北市新店區華中街

### 華東
- 新北市板橋區華東街

### 華西
- 臺北市萬華區華西街
- 高雄市路竹區華西街

### 華北
- 新竹市香山區華北路

### 江南
- 臺北市內湖區江南街

### 北平
- 臺北市中正區北平西、東路
- 臺中市北區、北屯區北平路
- 高雄市鳳山區北平路
- 高雄市鳥松區北平路
- 新竹縣竹東鎮北平路
- 新竹縣關西鎮北平路
- 彰化縣大城鄉北平路
- 雲林縣虎尾鎮北平路
- 雲林縣斗六市北平路
- 雲林縣莿桐鄉北平路
- 屏東縣屏東市北平路
- 屏東縣潮州鎮北平路

- 臺中市北區北平一～四街
- 高雄市三民區北平一～二街
- 南投縣埔里鎮北平街
- 花蓮縣玉里鎮北平街
- 臺東縣臺東市北平街
- 臺東縣成功鎮北平街

#### 其他
- 屏東縣內埔鄉北平巷
- 彰化縣芳苑鄉北平巷
- 彰化縣二林鎮北平巷
- 高雄市甲仙區北平巷
- 彰化縣二林鎮北平里
- 臺南市南化區北平

### 重慶
- 新北市板橋區重慶路
- 臺北市中正區重慶南路
- 臺北市大同區、士林區重慶北路
- 臺中市西屯區重慶路
- 嘉義市西區重慶路
- 屏東縣屏東市重慶路
- 屏東縣潮州鎮重慶路
- 桃園市桃園區重慶街
- 高雄市三民區重慶街
- 澎湖縣馬公市重慶街
- 花蓮縣花蓮市重慶路

### 天津
- 臺北市中山區、中正區
- 桃園市平鎮區
- 高雄市三民區
- 臺東縣成功鎮
- 新竹縣竹東鎮
- 臺中市北區天津一街
- 新竹縣湖口鄉天津一～五街

- 臺中市北區、北屯區 天津路
- 雲林縣斗六市
- 宜蘭縣羅東鎮
- 高雄市鳥松區

### 上海
- 桃園市桃園區上海路
- 屏東縣屏東市上海路
- 屏東縣潮州鎮上海路
- 臺東縣臺東市上海街
- 雲林縣斗六市上海路
- 雲林縣斗六市上海西路
- 嘉義市西區上海路
- 花蓮縣花蓮市上海街

### 浙江永康
- 臺北市大安區永康街
- 新北市蘆洲區永康街
- 桃園市中壢區永康街
- 桃園市桃園區永康街
- 臺中市西屯區永康街
- 臺中市太平區永康街
- 彰化縣彰化市永康街
- 彰化縣員林鎮永康街
- 高雄市苓雅區永康街
- 高雄市鳥松區永康街
- 臺南市永康區永康街
- 新竹縣竹東鎮永康街
- 苗栗縣頭份鎮永康街
- 雲林縣斗六市永康街
- 屏東縣潮州鎮永康街
- 桃園市中壢區永康二～三街
- 嘉義市西區永康一～四街

- 彰化縣鹿港鎮永康路
- 桃園市龍潭區永康路
- 臺中市豐原區永康路
- 屏東縣萬巒鄉永康路
- 花蓮縣鳳林鎮永康路
- 南投縣埔里鎮永康一巷
- 苗栗縣苗栗市永康

### 浙江嘉興
- 臺北市大安區嘉興街
- 桃園市中壢區嘉興街
- 桃園市中壢區嘉興二街
- 高雄市小港區嘉興街

### 浙江瑞安
- 臺北市大安區瑞安街
- 高雄市前鎮區瑞安街

### 浙江龍泉
- 臺北市大安區龍泉街

### 浙江金華
- 桃園市觀音區
- 臺中市大甲區
- 臺南市南區、北區、中西區
- 臺南市新營區
- 臺南市中西區金華新路

- 臺北市大安區、中正區
- 新北市板橋區
- 新北市三重區
- 桃園市楊梅區
- 桃園市中壢區
- 桃園市桃園區
- 桃園市平鎮區
- 桃園市蘆竹區
- 臺南市新化區
- 高雄市大寮區
- 高雄市鳥松區
- 基隆市暖暖區
- 苗栗縣苗栗市
- 彰化縣溪湖鎮
- 彰化縣溪湖鎮金華一～三街

#### 其他
- 新北市石門區金華新城
- 新竹縣湖口鄉金華莊

### 浙江杭州
- 臺北市中正區杭州北路
- 臺北市中正區、大安區杭州南路
- 桃園市中壢區杭州路
- 雲林縣斗六市杭州街
- 高雄市鳳山區杭州街
- 臺東縣臺東市杭州街

### 浙江寧波
- 臺北市中正區寧波東街
- 臺北市中正區寧波西街

### 浙江溫州
- 桃園市桃園區溫州一路
- 臺北市大安區溫州街
- 桃園市桃園區溫州街
- 高雄市鳥松區溫州街

### 浙江舟山
- 臺北市大安區舟山路

### 浙江臨安
- 臺南市中西區、北區臨安路

### 浙江紹興
- 臺北市中正區紹興北街
- 臺北市中正區紹興南街
- 桃園市桃園區紹興街
- 高雄市小港區紹興街

### 浙江建德
- 高雄市三民區建德路
- 臺中市東區建德街

### 浙江麗水
- 臺北市大安區麗水街

### 河南南陽
- 臺北市中正區南陽街

### 河南洛陽
- 臺中市西屯區洛陽路
- 新北市三重區洛陽街
- 臺北市萬華區洛陽街
- 臺中市西屯區洛陽南街
- 臺中市西屯區洛陽東街
- 高雄市新興區洛陽街
- 屏東縣屏東市洛陽街
- 臺東縣臺東市洛陽街

### 河南開封
- 高雄市新興區開封路
- 臺北市萬華區、中正區開封街
- 屏東縣屏東市開封街
- 臺東縣臺東市開封街

### 河南許昌
- 臺北市中正區許昌街

### 河南信陽
- 臺北市中正區信陽街

### 河南鄭州
- 臺北市大同區、中正區鄭州路
- 臺東市鄭州街

### 湖北武漢
- 臺中市北區武漢街
- 高雄市苓雅區武漢街
- 高雄市鳳山區武漢街

#### 漢口
- 臺中市西屯區、北區、北屯區漢口路
- 臺北市中正區、萬華區漢口街
- 桃園市中壢區漢口街
- 臺中市北區漢口南一~二街
- 高雄市三民區漢口街
- 臺東縣成功鎮漢口街
- 臺東縣臺東市漢口街
- 屏東縣屏東市漢口街

#### 武昌
- 臺中市北區武昌路
- 雲林縣斗六市武昌路
- 高雄市苓雅區、鳳山區武昌路
- 臺北市萬華區、中正區武昌街
- 臺中市北區武昌南街
- 屏東縣潮州鎮武昌街
- 花蓮縣光復鄉武昌街
- 臺東縣臺東市武昌街

#### 漢陽
- 臺東縣臺東市漢陽北路
- 臺東縣臺東市漢陽南路
- 臺中市北區漢陽街
- 臺中市北區漢陽西街
- 高雄市苓雅區漢陽街
- 屏東縣屏東市漢陽街

### 湖北宜昌
- 臺中市太平區宜昌路
- 高雄市苓雅區宜昌街

### 湖北襄陽
- 臺北市中正區襄陽路

### 湖南長沙
- 臺北市中正區、萬華區長沙街
- 桃園市桃園區長沙街
- 屏東縣屏東市長沙街
- 臺東縣臺東市長沙街
- 臺東縣成功鎮長沙街

### 湖南衡陽
- 臺北市中正區衡陽路
- 臺東縣臺東市衡陽路
- 高雄市前鎮區衡陽街
- 屏東縣屏東市衡陽街

### 湖南陽
- 高雄市楠梓區岳陽街

### 湖南常德
- 高雄市楠梓區常德路
- 臺北市中正區常德街

### 熱河承德
- 臺北市北投區、士林區、大同區、中正區承德路
- 高雄市三民區承德街

### 熱河赤峰
- 臺北市大同區赤峰街

### 河北武安
- 屏東縣屏東市武安街

### 河北保定
- 桃園市桃園區保定一~三、五、六街

### 河北唐山
- 高雄市三民區唐山街

### 山東濟南
- 臺北市中正區、大安區濟南路
- 屏東縣屏東市濟南街
- 臺東縣臺東市濟南街

### 山東蓬萊
- 新北市五股區蓬萊路（可能源自當地地名「蓬萊坑」，並非來自山東省煙台市蓬萊區）

### 山東臨沂
- 臺北市中正區臨沂街

### 山東新泰
- 高雄市楠梓區新泰街
- 高雄市鳳山區新泰街

### 山東泰安
- 臺北市中正區泰安街
- 高雄市三民區泰安街
- 臺東縣臺東市泰安街

### 青島
- 臺北市中正區青島西路
- 臺北市中正區青島東路
- 臺中市北區、北屯區青島路
- 臺中市北區青島一街
- 臺中市北區青島西街
- 臺中市北區青島東街
- 雲林縣斗六市青島路
- 高雄市三民區青島街
- 屏東縣屏東市青島街
- 臺東縣臺東市青島街

### 四川成都
- 臺北市萬華區成都路
- 桃園市中壢區成都路
- 臺中市西屯區成都路
- 屏東縣屏東市成都街

### 四川內江
- 臺北市萬華區內江街
- 桃園市中壢區內江街

### 四川隆昌
- 臺北市萬華區隆昌街
- 高雄市前鎮區隆昌街

### 四川峨嵋
- 臺北市萬華區峨嵋街

### 西康康定
- 臺北市萬華區康定路
- 高雄市前鎮區康定路
- 屏東縣屏東市康定街

### 西康西昌
- 臺北市萬華區西昌街

### 山西太原
- 臺北市大同區太原路
- 臺中市西區、北區、北屯區太原路
- 屏東縣屏東市太原路
- 屏東縣屏東市太原一路
- 臺東縣臺東市太原路
- 臺中市北區太原南一~三街
- 臺中市北區太原一~九街
- 高雄市左營區太原街
- 新竹市東區太原路

### 山西大同
- 臺中市烏日區大同路
- 彰化縣員林市大同路一、二段
- 彰化縣溪湖鎮大同路
- 雲林縣斗六市大同路

### 山西汾陽
- 高雄市三民區汾陽路

### 南京
- 桃園市桃園區南京街
- 桃園市平鎮區南京路
- 高雄市鳳山區南京路
- 嘉義市西區南京路
- 嘉義市西區南京東街
- 新竹縣關西鎮南京路
- 雲林縣斗六市南京路
- 雲林縣斗六市南京西路
- 屏東縣屏東市南京路
- 屏東縣潮州鎮南京路
- 花蓮縣花蓮市南京街
- 臺東縣臺東市南京路

#### 臺北市
- 大同區南京西路
- 中山區南京西路
- 中山區南京東路
- 松山區南京東路
- 內湖區南京東路

#### 臺中市
- 東區南京路
- 東區南京東路
- 北區南京東路
- 北屯區南京東路
- 東區南京一街
- 東區南京二街
- 東區南京三街
- 東區南京四街
- 東區南京五街
- 東區南京六街

### 金陵(南京舊稱)
- 桃園市平鎮區、中壢區金陵路
- 高雄市三民區金陵街

### 江蘇鎮江
- 臺北市中正區鎮江街
- 桃園市桃園區鎮江街

### 江蘇徐州
- 臺北市中正區徐州路
- 屏東縣屏東市徐州路
- 桃園市中壢區徐州街
- 臺東縣臺東市徐州街

### 江蘇連雲
- 臺北市中正區連雲街

### 江蘇蘇州
- 桃園市中壢區蘇州一街
- 桃園市中壢區蘇州二街
- 屏東縣屏東市蘇州街
- 臺東縣臺東市蘇州街

### 江蘇丹陽
- 臺北市大安區丹陽街

### 甘肅玉門
- 臺北市大同區玉門街

### 甘肅蘭州
- 臺北市大同區蘭州街
- 桃園市中壢區蘭州街
- 桃園市中壢區蘭州二街
- 屏東縣屏東市蘭州街
- 臺東縣臺東市蘭州街

### 甘肅天水
- 臺北市大同區天水路

### 甘肅敦煌
- 臺北市大同區敦煌路
- 高雄市三民區敦煌路

### 甘肅酒泉
- 臺北市大同區酒泉街

### 甘肅華亭
- 臺北市大同區華亭街

### 西安
- 南投縣埔里鎮西安路
- 彰化縣溪湖鎮西安路
- 彰化縣和美鎮西安路
- 彰化縣溪州鄉西安路
- 彰化縣埔心鄉西安北路
- 彰化縣埔心鄉西安南路
- 雲林縣莿桐鄉西安路
- 雲林縣崙背鄉西安路
- 嘉義縣民雄鄉西安路
- 屏東縣枋寮鄉西安路
- 屏東縣內埔鄉西安路

- 臺北市北投區西安街
- 臺中市西屯區西安街
- 臺中市豐原區西安街
- 臺南市白河區西安街
- 高雄市旗山區西安街
- 高雄市三民區西安街
- 新竹市北區西安街
- 雲林縣斗六市西安街
- 雲林縣虎尾鎮西安街
- 宜蘭縣宜蘭市西安街
- 宜蘭縣羅東鎮西安街

- 屏東縣內埔鄉西安巷
- 彰化縣二林鎮西安巷
- 南投縣埔里鎮西安巷
- 彰化縣秀水鄉西安巷
- 臺中市西屯區西安南巷
- 澎湖縣望安鄉西安村

### 陝西漢中
- 桃園市桃園區漢中路
- 臺北市萬華區漢中街
- 高雄市三民區漢中街
- 臺東縣臺東市漢中街

### 陝西興平
- 桃園市中壢區興平路

### 陝西華陰
- 臺北市大同區華陰街

### 陝西咸陽
- 臺東縣臺東市咸陽街

### 瀋陽
- 臺中市北屯區瀋陽路
- 臺中市北屯區瀋陽北路
- 高雄市三民區瀋陽街

### 遼寧撫順
- 臺北市大同區、中山區撫順街
- 嘉義市西區撫順一~三街
- 高雄市三民區撫順街

### 遼寧旅順
- 臺中市北屯區旅順路
- 高雄市三民區旅順街

### 遼寧北寧
- 臺北市松山區北寧路

### 遼寧興城
- 臺北市大同區興城街

### 遼寧營口
- 高雄市小港區營口路

### 遼寧錦州
- 臺北市中山區錦州街
- 高雄市三民區錦州街
- 臺東縣臺東市錦州街

### 遼寧開原
- 高雄市三民區開原街

### 大連
- 臺中市北屯區大連路
- 屏東縣屏東市大連路
- 桃園市桃園區大連一~四街
- 臺中市北屯區大連北街
- 臺中市北屯區大連西街
- 高雄市三民區大連街

### 哈爾濱
- 高雄市三民區哈爾濱街

### 黑龍江大慶
- 臺中市南區大慶街

### 黑龍江北安
- 臺北市中山區北安路
- 高雄市三民區北安街

### 黑龍江寧安
- 臺北市松山區寧安街

### 黑龍江東寧
- 臺北市松山區東寧路
- 高雄市楠梓區東寧路

### 黑龍江虎林
- 臺北市松山區、信義區虎林街

### 黑龍江富錦
- 臺北市松山區富錦街

### 黑龍江撫遠
- 臺北市松山區撫遠街

### 黑龍江五常市
- 台北市中山區五常街
- 台中市北區五常街

### 遼北四平
- 台北市中山區四平街
- 臺中市北屯區、西屯區四平路
- 臺中市沙鹿區四平街

### 吉林敦化
- 臺北市松山區敦化北路
- 臺北市松山區、大安區敦化南路

### 吉林長春
- 臺北市中山區長春路
- 桃園市桃園區長春路
- 桃園市中壢區長春路
- 桃園市中壢區長春一~三、五、六路
- 桃園市蘆竹區長春路
- 臺中市梧棲區、沙鹿區長春路
- 高雄市小港區長春路
- 屏東縣潮州鎮長春路
- 宜蘭縣羅東鎮長春路
- 臺北市士林區長春街

### 吉林德惠
- 高雄市楠梓區德惠路
- 臺北市中山區德惠街

### 吉林臨江
- 臺北市大安區臨江街

### 安東通化
- 臺北市大安區通化街
- 嘉義市西區通化一～四街
- 高雄市三民區通化街

### 松江延吉
- 臺北市松山區、大安區延吉街
- 高雄市三民區延吉街

### 廣州
- 桃園市中壢區廣州路
- 臺北市中正區、萬華區廣州街
- 高雄市苓雅區、前鎮區廣州街
- 新竹市北區廣州街

### 廣東潮州
- 臺北市中正區潮州街
- 桃園市桃園區潮州街
- 桃園市中壢區潮州街

### 廣東廉江
- 高雄市前鎮區廉江街

### 廣東珠海
- 臺北市北投區珠海路

### 廣東惠州
- 桃園市中壢區惠州街

### 廣東汕頭
- 高雄市前鎮區汕頭街

### 廣東南雄
- 桃園市中壢區南雄街

### 廣東興寧
- 臺北市萬華區興寧街
- 桃園市中壢區興寧街

### 廣西南寧
- 臺北市萬華區南寧路
- 高雄市前鎮區南寧街

### 廣西梧州
- 臺北市萬華區梧州街
- 高雄市前鎮區梧州街
- 臺東縣臺東市梧州街

### 廣西柳州
- 臺北市萬華區柳州街
- 屏東縣屏東市柳州街

### 廣西東興
- 臺北市松山區東興路
- 新北市板橋區東興街
- 臺中市南屯區東興路

### 廣西桂林
- 臺北市萬華區桂林街
- 桃園市中壢區桂林街
- 高雄市前鎮區桂林街

### 海南文昌
- 高雄市苓雅區文昌路
- 臺北市大安區文昌街
- 高雄市鳳山區文昌街

### 江西九江
- 屏東縣屏東市九江街

### 江西南昌
- 臺北市中正區南昌路
- 桃園市蘆竹區南昌路
- 桃園市中壢區南昌街
- 雲林縣斗六市南昌街
- 高雄市鳳山區南昌街
- 屏東縣屏東市南昌街
- 新北市汐止區南昌街

### 江西景德鎮
- 高雄市前鎮區景德路

### 江西吉安
- 桃園市中壢區吉安街

### 江西宜春
- 苗栗縣苗栗市宜春路

### 福建福州
- 桃園市中壢區福州路
- 臺北市中正區福州街
- 桃園市中壢區福州一~二街
- 屏東縣屏東市福州街

### 福建泉州
- 臺北市中正區泉州街
- 新北市三重區泉州街
- 高雄市苓雅區泉州街

### 福建廈門
- 臺北市中正區廈門街
- 桃園市桃園區廈門街
- 桃園市中壢區廈門街
- 高雄市苓雅區廈門街
- 屏東縣屏東市廈門街

### 福建永安
- 臺東縣臺東市永安街

### 福建福安
- 臺中市大安區福安路
- 桃園市桃園區福安街
- 桃園市中壢區福安一~三街
- 桃園市桃園區福安街
- 臺中市沙鹿區福安街

### 福建南平
- 新北市淡水區南平
- 桃園市桃園區南平路
- 桃園市蘆竹區南平街
- 桃園市平鎮區南平路
- 臺中市南區南平路
- 臺中市南區南平一街
- 新竹縣新埔鎮南平路
- 苗栗縣竹南鎮南平路
- 臺東縣臺東市南平街

#### 彰化縣
- 員林鎮南平二街
- 員林鎮南平西街
- 溪州鄉南平路
- 彰化市南平街
- 員林鎮南平三街
- 員林鎮南平東街
- 二林鎮南平巷
- 和美鎮南平路
- 員林鎮南平四街
- 員林鎮南平街
- 大城鄉南平路
- 員林鎮南平一街
- 員林鎮南平五街
- 員林鎮南平巷

#### 屏東縣
- 內埔鄉南平路
- 東港鎮南平路
- 內埔鄉南平巷
- 崁頂鄉南平巷
- 內埔鄉南平一巷
- 枋山鄉南平

### 福建晉江
- 臺北市中正區晉江街

### 雲南昆明
- 桃園市桃園區昆明路
- 臺北市萬華區昆明街
- 桃園市中壢區昆明街
- 雲林縣斗六市昆明路
- 高雄市前鎮區昆明街
- 屏東縣屏東市昆明街

### 雲南大理
- 臺北市萬華區大理街

### 貴州貴陽
- 臺北市萬華區、中正區貴陽街
- 新北市三重區貴陽街
- 屏東縣屏東市貴陽街
- 臺東縣臺東市貴陽街

### 貴州興義
- 臺北市萬華區興義街

### 青海西寧
- 臺北市大同區西寧北路
- 臺北市萬華區西寧南路

### 寧夏銀川
- 高雄市鼓山區銀川街

### 綏遠歸綏
- 臺北市大同區歸綏街
- 高雄市三民區歸綏街

### 新疆哈密
- 臺北市大同區哈密街

### 新疆昌吉
- 臺北市大同區昌吉街

### 新疆塔城
- 臺北市大同區塔城街

### 新疆伊寧
- 臺北市大同區伊寧街

### 新疆伊犁
- 高雄市鼓山區伊犁街

### 新疆迪化
- 臺北市大同區迪化街
- 高雄市鼓山區迪化街
- 屏東縣屏東市迪化街
- 屏東縣屏東市迪化一街
- 屏東縣屏東市迪化二街
- 臺東縣臺東市迪化街

### 蒙古庫倫
- 臺北市大同區庫倫街

## 地名、縣、河川、海、山脈、清朝官府、村莊

### 江蘇省銅山縣
- 臺北市中正區銅山街

### 江蘇省江都縣
- 高雄市苓雅區江都街

### 江蘇省金山縣
- 臺北市中正區金山北路
- 臺北市中正區、大安區金山南路
- 臺中市西區金山路
- 桃園市桃園區金山街
- 桃園市中壢區金山一、二街

### 浙江省吳興縣
- 臺北市信義區吳興街

### 浙江省崇德縣
- 臺北市信義區崇德街
- 台中市崇德路
- 臺南市東區崇德路

### 浙江省泰順縣
- 臺北市大安區泰順街
- 高雄市苓雅區泰順街

### 浙江省青田縣
- 臺北市大安區青田街

### 浙江省奉化縣
- 桃園市蘆竹區奉化路

### 浙江省雲和縣
- 臺北市大安區雲和街

### 浙江省長興縣
- 臺北市大安區長興街
- 高雄市小港區長興街

### 浙江省富陽縣
- 臺北市大安區、信義區富陽街

### 浙江省永嘉縣
- 桃園市中壢區永嘉街

### 安徽省懷寧縣
- 臺北市中正區懷寧街
- 桃園市桃園區懷寧一、二街

### 江西省湖口縣
- 臺北市中正區湖口街

### 江西省德安縣
- 基隆市中山區德安路
- 嘉義市西區德安路
- 臺南市仁德區德安路
- 屏東縣九如鄉德安路
- 花蓮縣花蓮市德安一~六街

### 湖南省沅陵縣
- 臺北市中正區沅陵街

### 湖南省永綏縣
- 臺北市中正區永綏街

### 湖南省桃源縣
- 臺北市中正區桃源街

### 湖南省衡山縣
- 高雄市前鎮區衡山街

### 湖南省桂陽縣
- 高雄市小港區桂陽路

### 湖南省永順縣
- 桃園市桃園區永順街

### 四川省酉陽縣
- 臺北市中正區酉陽街

### 四川省秀山縣
- 臺北市中正區秀山街

### 四川省溫江縣
- 高雄市前鎮區溫江街

### 西康省雅江縣
- 臺北市萬華區雅江街

### 西康省德昌縣
- 高雄市前鎮區德昌路
- 高雄市旗山區德昌路
- 臺北市萬華區德昌街

### 西康省寶興縣
- 高雄市三民區寶興路
- 臺北市萬華區寶興街

### 西康省武成縣
- 臺北市萬華區武成街

### 福建省永春縣
- 屏東縣潮州鎮永春路
- 臺北市中正區永春街
- 高雄市小港區永春街

### 福建省惠安縣
- 澎湖縣馬公市惠安路
- 澎湖縣馬公市惠安一路
- 臺北市中正區惠安街
- 高雄市苓雅區惠安街

### 福建省安溪縣
- 高雄市苓雅區安溪路

### 福建省華安縣
- 屏東縣潮州鎮華安街

### 福建省三元縣
- 臺北市中正區三元街

### 福建省同安縣
- 臺北市中正區同安街
- 高雄市前鎮區同安街

### 福建省詔安縣
- 臺北市中正區詔安街

### 福建省金門縣
- 臺北市中正區金門街
- 高雄市苓雅區、新興區金門街

### 福建省長泰縣
- 臺北市萬華區長泰街
- 高雄市小港區長泰街

### 福建省浦城縣
- 臺北市大安區浦城街

### 福建省永泰縣
- 桃園市中壢區永泰街

### 福建省順昌縣
- 屏東縣潮州鎮順昌街

### 廣東省南海縣
- 臺北市中正區南海路

### 廣東省大埔縣
- 臺北市萬華區、中正區大埔街

### 廣東省三水縣
- 臺北市萬華區三水街
- 屏東縣潮州鎮三水街

### 廣東省五華縣
- 桃園市中壢區五華街

### 廣東省曲江縣
- 屏東縣潮州鎮曲江街

### 廣東省仁化縣
- 屏東縣潮州鎮仁化街

### 廣東省海康縣
- 屏東縣潮州鎮海康街

### 廣州市黃埔
- 高雄市鳳山區黃埔路
- 高雄市前鎮區黃埔街

### 廣東省合浦縣
- 桃園市中壢區合浦街

### 廣西省永福縣
- 臺北市萬華區永福街

### 廣西省上林縣
- 屏東縣屏東市上林街

### 雲南省富民縣
- 臺北市萬華區富民路

### 雲南省永德縣
- 屏東縣潮州鎮永德路

### 貴州省長順縣
- 臺北市萬華區長順街

### 山東省齊東縣
- 臺北市中正區齊東街

### 山東省東明縣
- 桃園市中壢區東明街

### 河北省慶雲縣
- 高雄市三民區慶雲街

### 河北省永年縣
- 高雄市三民區永年街

### 河北省玉田縣
- 高雄市楠梓區玉田街

### 河北省昌平縣
- 臺中市北屯區昌平路
- 臺中市北屯區昌平一~五路
- 臺中市北屯區昌平東一~三、五~七路
- 高雄市三民區昌平街

### 察哈爾省宣化縣
- 高雄市三民區宣化街

### 察哈爾省萬全縣
- 臺北市大同區萬全街
- 高雄市三民區萬全街

### 察哈爾省延慶縣
- 高雄市三民區延慶街

### 熱河省朝陽縣
- 高雄市三民區朝陽街

### 陝西省長安縣
- 臺北市大同區長安西路
- 臺北市中山區、松山區長安東路
- 新北市蘆洲區長安街
- 臺中市西屯區長安路
- 彰化縣彰化市長安街
- 屏東縣屏東市長安路
- 屏東縣潮州鎮長安路
- 花蓮縣花蓮市長安街
- 臺東縣臺東市長安街

### 陝西省潼關縣
- 高雄市三民區潼關街

### 陝西省臨潼縣
- 臺東縣臺東市臨潼街

### 陝西省甘泉縣
- 臺東縣臺東市甘泉街

### 陝西省保安縣
- 臺北市大同區保安街
- 嘉義市西區保安一~四路

### 遼寧省錦西縣
- 臺北市大同區、中山區錦西街

### 遼寧省台安縣
- 高雄市三民區台安街

### 遼北省康平縣
- 高雄市三民區康平街

### 安東省東豐縣
- 臺北市大安區東豐街
- 台南市 東區 東豐路

### 吉林省農安縣
- 臺北市中山區農安街

### 吉林省伊通縣
- 臺北市中山區伊通街

### 吉林省永吉縣
- 臺北市信義區、南港區永吉路
- 嘉義市西區永吉一~四街
- 高雄市三民區永吉街
- 屏東縣屏東市永吉街

### 吉林省雙城縣
- 臺北市中山區雙城街

### 松江省濱江縣
- 臺北市中山區、松山區濱江街

### 松江省延壽縣
- 臺北市松山區延壽街

### 嫩江省龍江縣
- 臺北市中山區龍江路
- 嘉義市西區龍江街
- 高雄市三民區龍江街

### 黑龍江省通北縣
- 臺北市中山區通北街

### 黑龍江省明水縣
- 臺北市中山區明水路

### 黑龍江省慶城縣
- 臺北市松山區慶城街

### 合江省林口縣
- 臺北市信義區林口街

### 合江省通河縣
- 臺北市士林區通河街

### 合江省寶清縣
- 臺北市松山區寶清街

### 合江省饒河縣
- 臺北市松山區饒河街

### 甘肅省甘谷縣
- 臺北市大同區甘谷街

### 甘肅省永昌縣
- 屏東縣潮州鎮永昌街

### 青海省民和縣
- 臺北市萬華區民和街
- 高雄市三民區民和街

### 青海省貴德縣
- 臺北市大同區貴德街

### 新疆省景化縣
- 臺北市大同區景化街

### 綏遠省五原縣
- 臺北市大同區五原路

### 古黃河以東
- 高雄市三民區、前金區河東路

### 古黃河以西
- 高雄市鼓山區、鹽埕區河西路

### 古河中以東
- 高雄市新興區、苓雅區中東街

### 渭水
- 臺北市中山區渭水路

### 長江
- 桃園市中壢區長江路
- 高雄市前鎮區長江街

### 嘉陵江
- 高雄市前鎮區嘉陵街

### 沱江
- 高雄市前鎮區沱江街

### 珠江

#### 珠江
- 桃園市中壢區珠江街
- 高雄市前鎮區珠江街

#### 粵江（珠江舊稱）
- 高雄市前鎮區粵江街

### 桂江
- 高雄市小港區桂江街

### 渤海
- 高雄市新興區渤海街

### 黃海
- 高雄市新興區黃海街

### 東海
- 高雄市新興區東海街

### 南海
- 高雄市新興區南海街

### 滇池
- 高雄市前鎮區滇池街

### 泰山
- 桃園市桃園區泰山街
- 高雄市前鎮區泰山街

### 華山
- 彰化縣彰化市華山路
- 高雄市小港區華山路
- 屏東縣潮州鎮華山路
- 屏東縣屏東市華山街

### 岐山
- 高雄市小港區岐山路

### 丹山
- 高雄市小港區丹山路

### 天山
- 高雄市前鎮區天山路

### 堯山
- 高雄市三民區堯山街

### 牯嶺
- 臺北市中正區牯嶺街

### 喜峰口
- 高雄市三民區喜峰街

### 福建省汀州府
- 臺北市萬華區、中正區、文山區汀州路

### 四川省寶慶府
- 臺北市中正區寶慶路

### 山西省平陽府
- 臺北市大同區平陽街

### 甘肅省甘州府
- 臺北市大同區甘州街

### 甘肅省涼州府
- 臺北市大同區涼州街

### 廣東省翠亨村
- 高雄市前鎮區翠亨街

## 統計

### 以中國大陸地名、孫中山思想及政治人物命名
- 行鄉鎮市區與村里：793個
- 街道：5655條
- 學校：483所

### 以中國大陸地名命名
- 行鄉鎮市區與村里：300個
- 街道：2637條
- 學校：202所

### 以蔣中正命名
- 行政區：23個
- 街道：332條
- 學校：29所

### 以孫中山命名
- 行政區：46個
- 街道：395條
- 學校：38所

### 以蔣經國命名
- 行政區：
- 街道：6條
- 學校：1所